# Каргали (гірничо-металургійний центр)
Каргали або Каргалинський гірничо-металургійний центр - найдавніший і найбільший гірничо-металургійний центр у Північній Євразії, розташований за 50-140 км на північний захід від Оренбургу

Є великим міднорудним полем з численними міднорудними лінзами і гніздами малахіту та азуриту як основні мідні мінерали; вторинні та первинні сульфіди міді дуже рідкісні. 
Загальна площа мідного орудування: ~500 км². 
На цій площі намічено 11 великих і 11 дрібніших ділянок скупчень багатих проявів мідних руд (загальна площа скупчень ~ 140 км²). Зафіксовано до 35 тис. слідів поверхневих виробок – шахт, штолень, кар'єрів. 
Сумарна оцінка переміщеної гірської породи може перевищувати 250 млн. тонн. 
Вилучено до 10 млн. тонн мідної руди, з якої виплавлено приблизно 200-250 тис. тонн міді. 
До половини цього виробництва може бути датовано бронзовою добою.
Перше відкриття Каргали відбулося за часів ранньої бронзової доби (кінець IV тис. до Р. Х.), коли гірниками ямно-полтавкінської (давньоямної) археологічної спільноти було здобуто мідні мінерали. 
Гірничо-металургійні осередки цього часу входили до системи Циркумпонтійської металургійної провінції. З 26/25 до 19/18 ст. до Р. Х. спостерігалася перерва в експлуатації міднорудного Каргалинського родовища. 
Апогей стародавньої експлуатації припадає на пізню бронзову добу (18-14 ст. до Р. Х.), коли гірниками та металургами зрубної археологічної культури були освоєні найзначніші та найбагатші ділянки покладів мідних руд. 
Гірничо-металургійні осередки цього часу входили в систему Євразійської металургійної провінції
. 
Проте в останній третині II тис. до Р. Х. через не зрозумілі причини у Каргали знову повністю припиняється гірничо-металургійна діяльність.